# スパロボOGネットラジオ うますぎWAVE
スパロボOGネットラジオ うますぎWAVE（スパロボ オージー ネットラジオ うますぎウェーブ）は、BEAT☆Net Radio!及びランティスウェブラジオにて2007年1月9日から毎週火曜日に配信されている、アニメ『スーパーロボット大戦OG -ディバイン・ウォーズ-』並びにゲーム「スーパーロボット大戦シリーズ」と連動したインターネットラジオ番組。

## 概要
- 配信期間：2007年1月9日 - 2025年3月25日予定
- 配信日：毎週火曜日
- 配信局：BEAT☆Net Radio!、ランティスウェブラジオ(2018年3月27日配信分まで)
Lantis Channel(YouTube)（2018年4月3日 - ）
- 放送時間：30分から40分程度
- スポンサー：バンダイビジュアル（ - #30）、バンプレスト（#31 - #66）、バンダイナムコゲームス（#67 - ）、ランティス
- タイトルは「えんどうまさあき」と「すぎたともかず」を足したものだが、「よくタイトルを間違えられる」とパーソナリティ達も言及している。
- 本来、全13回で（『スーパーロボット大戦OG -ディバイン・ウォーズ-』の放送に合わせ）終了の予定だったが、現在も継続中。
- 2008年12月2日に配信100回、翌年11月17日には150回を達成。寺田プロデューサーが「次は200回目を目指す」と宣言し、2010年11月2日にそれが実現した[注 1]。
- 2012年10月2日に配信300回を達成している。
- 2016年8月2日に配信500回を達成している。
- 2025年2月25日、同年3月25日に放送休止をすると発表した。

## パーソナリティ
- 遠藤正明
  - スパロボ関連ソフトの発売日以降暫く間、番組冒頭で「○○（ソフトの名前）、プレイしてますか？」と他パーソナリティに聞いている 。本人は「スパロボのラジオにはスパロボを知らない視点があった方がいい」という理由でゲームは一切プレイしないとのこと。その事については影山ヒロノブからライブのMCでいじられており、ファンからも「杉田さんのネタ、全然分かってないですよね？」などと指摘されている。
  - 時折り下ネタなどでボケることはあるものの、番組中はメンバーの仕切り役やツッコミ及び番組の進行を一手に担っている。本人曰く「他のラジオ等ではいつもボケ役で仕切るのはこの番組が初めて」とのこと。ツアーなどで休んだ場合、杉田の暴走や女性2人の天然ボケへのツッコミが減り、ラジオの進行が脱線する。普段の遠藤を知る美郷あきや、自身の番組に遠藤をゲストとして呼んだ経験のある鷲崎健や浅野真澄は、番組を進行する遠藤の姿に驚いている。特に鷲崎は「人の番組に来て邪魔してるとは思えない」、浅野は「（遠藤が進行する間、何もしない声優陣に対して）あんた達何やってんの」と零している。
  - 杉田のネタについては、分からないなりに「よく笑うこと」を心がけている。しかし笑い所を理解していないため、収録スタジオの中で笑っているのが自分一人だけというケースも多々あるとのこと。また彼の下ネタに「バーカ、バーカ」と返しているが、#228で自ら振った下ネタを相沢に「バーカ、バーカ」と返された際は「バーカって言いたくなるでしょ？」と応えている。
  - 放送開始から2年目以降、JAMのライブ（ワールドツアー含む）や海外遠征のために不定期的に番組を欠席することがある。その際は事前の放送回EDで欠席する旨を報告している。#104では途中参加のためにインフォメーションとEDのみ登場。
  - 本ラジオの構成作家である長濱貴一と共に杉田がパーソナリティを務める『杉田智和のアニゲラ!ディドゥーーン』にゲスト出演した事がある。
- 杉田智和
  - スタジオを間違えてしまい走って収録スタジオに駆けつけた結果息切れしたり、喉を痛めて収録中ほとんど喋れなかったことはあるものの、現在まで唯一、番組無欠席である。
  - このラジオが当初の予定を大きく超えて長寿番組となった理由を、杉田は「特別なことが何も起きなかったから」と分析している。
  - 杉田の台本にないアドリブや下ネタで共演者を困らせたり内容が大幅にカットされていることが、番組内での相沢の証言で明らかにされている。
  - 『OG外伝』で杉田の演じるブリットは、「究極！ゲシュペンストキック」を使用する際、この番組のタイトルを叫ぶことがある。
- 相沢舞（初期は奇数回に出演）
  - #18,20,24,32以降の偶数回（#36を除く）では斉藤の代理で出演。
  - #30は本来出演しない回だが、オープニングで遠藤と杉田が斉藤の誕生日祝いとして買ってきた紀文の「スモークチーちく」を皆で食べる時に出演した。
  - #89 - 92までスケジュールの都合で欠席。その後、#93からミニコーナー担当として登場、#100で復帰した。なお欠席理由について番組内では「花嫁修業中」と語られたが、実際は『喰霊―零―』のアフレコとラジオ収録が被ったためである。相沢自身が欠席の理由を語ることはなかったものの、#93のミニコーナー内で謝罪している。
  - #101は遠藤＆斉藤が休みであったため「もりすぎWAVE」としてオンエアされた。
  - #281 - 283の欠席については他パーソナリティーに一切連絡が入っておらず、杉田は「サボった」「（相沢の話題に対し）いない奴の話はしなくていい」と溢している。#284にて語られた欠席の理由は「別の収録が入ったため」で「（欠席が）伝わってないなんて知らなかった」と説明した。また杉田に「この時間はうますぎWAVEが確保してるんじゃないのか」と聞かれ、「何で収録がないんだろう？と思った」と返している（要はスケジュール調整のミスによるもの）。
- 斉藤梨絵（初期は偶数回に出演、312回まで）
  - レギュラーの中で番組の欠席が一番多く、その度に何かしらの理由がつけられている。斉藤自身が欠席について説明することはほとんどないが、杉田は「スケジュール的なサムシング」と話したことがある。
    - #18,20は運転免許取得のため。
    - #34,38 - 62については欠席理由が不明であり、その期間は斉藤も執筆陣として参加するスパロボ公式ブログ「熱血！必中！スパログ」の更新も行われなかった。
    - #91ではモイモイ、#92では杉田と結婚してくれる女性を探すため。
    - #101 - 103は所用のため。
    - #111,112はスパロボトーナメントに優勝したご褒美でアザディスタンへいったという理由で休み。
    - #192 - 196では置き手紙（杉田曰く“オッキー手紙”“仕込みの手紙”）に書かれた欠席理由を、番組冒頭で紹介する形がとられていた。
    - #29は本来出演しない回だが、誕生日が近かったためオープニングで出演し、他のパーソナリティに祝って貰っていた。

  - 番組で2000年初頭の週刊プレイボーイに水着グラビアが掲載されていたことが語られている。
  - ふつおたなどの流れでスパロボの話題を振られても、答えられずにスルーしたり別の人に話題を振ることが多い。稀に話題に乗った場合も、どこかピントのズレた受け答えをする（「第2次スパロボZで使えるユニットは？」の質問に「私はお金持ちの人が好き」と回答するなど）。
  - #309にて、2012年12月をもって、番組を卒業すると発表し、#312にて卒業した。
  - #500にて、記念のメールを送っていた。
  - #519でのもりそばWAVEでまさかのゲストとして登場した。

なお、#63以降は#312まで相沢・斉藤共に毎回出演していた。
パーソナリティは家族ということになっており、父：遠藤、長女：斉藤、次男：杉田、次女：相沢という設定…であった。#101で相沢が三女ということになり、次女は今も謎である。長男は声優の緑川光、父方の伯父がきただにひろしで、兄弟の順番は杉田曰く「スパロボに詳しい順」であるという。#246で母親は構成作家の長濱貴一に設定された。
杉田はパーソナリティ4人を「家族みたいな関係」と評したが、相沢が「（#156収録時点で）4人揃ってプライベートで遊びに行ったこと一度もない」と溢している。そのため、2010年の目標「うますぎメンバー揃ってプライベートで遊びに行く」を掲げたが達成出来ず、2011年以降はこの話題についてほとんど触れられていない。

## テーマ曲
オープニングテーマ
1. 333まではいずれもJAM Projectの楽曲。#334から#382は番組で作成したテーマソングになった。

- Break Out（#1- #8）
- RISING FORCE（#9 - #28）
- Rocks（#29 - #89）
- Crest of Z's（#90 - #196）
- MAXON（#197 - #225）
- NOAH（#226 - #276）
- 鋼のレジスタンス（#277 - #300）
- Wings of the Legend（#301 - #333）
- 愛と奇跡の"うますぎWAVE" 歌:UMA Project（#334 - #382）
- Rebellion〜反逆の戦士達〜（#383 - #434）
- 決戦 the Final Round（#435 - #499）
- Shining Storm〜烈火の如く〜 （#500 - #530）
- THE EXCEEDER（#531 - #590）
- 鋼のWarriors（#591 - #641）
- Tread on the Tiger’s Tail（#642 - #771）
- Drei Kreuz〜鋼のサバイバー〜（#772 -）

エンディングテーマ
いずれも美郷あきの楽曲。
- もう愛しかいらない（#1 - #203）
- 僕らの自由（#204 - #216）
- 最後の旅（#217以降）

## コーナー

### オープニングクイズ
- アバンタイトルとして「スーパーロボット大戦シリーズ」にまつわるクイズ（問題はリスナーからも募集を受付）を出題、正解は番組EDで発表される。遠藤は杉田にクイズの難易度を尋ね、杉田が答えられない程の難しい問題だと非常に喜ぶ。その遠藤は#216で初めてクイズに正解した。
- OPフリートークの後、CM前に入る杉田の一言は台本にはなく毎回アドリブである。当初はスパロボに関連した格言じみた言葉だったが、次第に杉田の近況やオープニングでの会話に関連するボケなどに変化していった[注 2]。
- #43以降は「このコーナーに変化をつけたい」との相沢の発言を受けて、読み方（主に物真似）をリスナーから募集していた。#50では記念企画として遠藤・杉田・相沢が#49までに出題されたオープニングクイズから選出したクイズ5問に挑戦し、遠藤と杉田は答えが分かる問題でも終始ボケに徹していた。3人の解答中にはBGMとして「PSYCHIC ENERGY」が使用された。
- #100でもパーソナリティー4人が#1〜99放送分の問題からクイズに挑戦することになった。今回は正解以外に『ナイスボケ』と『惜しい』の2つが追加された（遠藤曰く、「からくりTVのパクリ」）。杉田は「全てボケで行く!」と宣言した。

### ふつおた
- リスナーからのメールを紹介。
- コーナー前のジングルは「EVERYWHERE YOU GO」（#1〜#58）、「ICE MAN」（#59〜）。

### 今週の一体
- 原作作品やロボットを紹介をしていくコーナー。

### スーパーインフォロボメーション
- 『スーパーロボット大戦OG -ディバイン・ウォーズ-』を始めとしたスパロボシリーズの関連商品、遠藤が所属するJAM Projectの情報、ランティスから発売されるCD等を紹介する。コーナーのタイトルコールと終了時には杉田が「シャキーンっ!」（あるいはそれに似たフレーズ）と叫ぶ。時折杉田以外のパーソナリティやゲストが「シャキーンっ!」と叫んだり、杉田が相沢や斉藤の担当する冒頭や締めの台詞を一切言わせない場合もある。
- このコーナーのBGMは「鋼の方舟」。

### 遠藤正明のKAENSON
- JAM Projectや遠藤正明の歌っている曲を替え歌にするというコーナー。投稿された替え歌を遠藤正明がその場で歌う。一月ごとに曲やパートが変更され、月の終わりに一月の替え歌の中からベストオブKAENSONが決定され、ベストオブKAENSONとなった投稿者には番組特製のポストカードがサインと歌詞付きで送られる。
- コーナーの最後に遠藤正明が自身、もしくはJAM Projectの歌を歌う。別撮りなどではなく、その場で歌っているため、杉田智和や相沢舞の合いの手が入ることもある。

## 終了したコーナー

### 杉田智和の熱血ロボットアカデミー
- 博士に扮した杉田が『スーパーロボット大戦』にまつわる知識を、「新人ロボット」モイモイ（相沢）・リエリエ（斉藤）に講義する。また、リエリエとモイモイは姉弟であるという設定になっている。第31回以降には「新人ロボット」のバリエーションとしてモイモイ・リエリエの兄弟や友人が登場している（いずれも演じるのは相沢及び斉藤）。後半では「合体攻撃を練習する」名目で博士が用意した「半人前ロボ」と合体攻撃の実践を行う、あまりラジオ向きではないコーナーもある。なお、この「半人前ロボ」は毎回リスナーから募集しているが、それが採用されているかは不明（構成作家やディレクターの私物であることが多い模様）。第34回ではゲストの置鮎や寺田プロデューサーも解説に混じっていた。杉田智和曰く「スパロボマニア杉田博士の独擅場」。お気に入りの作品を扱うときには、かなり原稿にないことまでしゃべっている模様。だが逆にそれ以外の作品だと、間違った情報を話してしまうこともある（原稿のミスに杉田が気付かずそのまま読んでしまった）。稀に好きな作品でも間違った発言をすることがある。
- 合体のコーナーのBGMは「鋼鉄の孤狼（ベーオウルフ）」。ゲストに歌手が来る場合は休止となる。第50回は特別企画のため、第54回はゲスト2人を招いたため、それぞれ休止となった。休止になった場合は歌魂で杉田博士がマスターに愚痴るのが恒例となっている。第58回配信分で講義カリキュラムの終了と、新企画「スパロボ参戦出場トーナメント」の開催が告知された。出場するのはモイモイと置鮎パーツショップの面々（つまり相沢が演じた新人ロボット達）にスアラエ・ティンカー、そして中村君とのこと。第63回で斉藤の復帰にあわせてか、一度だけ「ドクター智和の必中ロボットアカデミー」として復活した。

#### 「熱血ロボットアカデミー」の登場人物
ロボットアカデミーに登場した新人ロボットの多くは「参戦!スパロボトーナメント」に引き続き登場する。また、「歌魂」のコーナーにも一部の新人ロボットが登場している。なお、#113にて寺田貴信から、『スーパーロボット大戦シリーズ』に関わっているスタッフが手掛けた相沢や斉藤の演じるキャラクターの設定画が実際に作成されたことが語られた。そのデザインは後の『スーパーロボット大戦OG -ジ・インスペクター-』第7話に一瞬だけ登場している。

##### 杉田が演じたキャラクター
杉田博士
巷でスパロボマニアとして有名な博士。新人ロボット達にスパロボの解説（本人曰く調教）をするが、セクハラ発言などが多いため、変態呼ばわりされることもある。#58のアカデミーの終了時に急に力尽き、#61では杉田に「死にました」と明言されていたが、#85にてモイモイとリエリエに手紙を送り、マスター・アズサを紹介した。しかし時折杉田のキャラがブレた時に口調が博士っぽくなったり、相沢や遠藤が間違って呼んでしまうこともある。
その後、#110で「ミスター・リビドー」という名で登場、生存していることが判明した。リビドーの詳細は#参戦! スパロボトーナメントの登場人物を参照。
#112から再びロボットアカデミーで復活した。#123では「博士は甘い」と他ならぬ杉田本人に言われた。
#129での自身の語りによると年齢は「30歳に片足突っ込んでる」、また「スパロボマニアと言われると、本当のマニアから“勉強し直せ”とdisられる」「ラジオのギャラは出るが、神様のいないラジオの収録は心細い」などと告白した。
恥部姉（ちぶねえ）
#7でモイモイが杉田博士に講義を受けに行った時に博士の代わりにいた人物。ネタ元は『魔法先生ネギま!』の登場人物である通称「ちづ姉」こと那波千鶴。版権の事情で使えないらしく、1回しか登場しなかった。が、スパロボトーナメントでモイモイの1回戦での相手として再登場する。その際出番がなかったから太ったことをカミングアウトしていた。
スアラエ・ティンカー
杉田の「恥部姉以来の新キャラ」。#42でモイモイが講義を受けに行った時に博士の代わりに登場した人物。講義の途中で唐突にモイモイに問題をぶつける。普段は丁寧な物腰だが、モイモイが問題に答えられないと豹変する。しかし自分が分からないことをモイモイに答えさせようとする他力本願な一面を持つ。モイモイからは名前を覚えられていない。#47にも登場（この回の登場は杉田のアドリブ）し、アズキを人質に取っていた。#58にて唐突に杉田博士の口から「身体が半分サイボーグ」というが明かされ、「スパロボ参戦出場トーナメント」の出場権が送られた。#61でヤキソバを撃破したが、#73ではもう高齢を理由にモイモイに土下座して勝ちを譲って貰おうとした。最終的にモイモイとの対決に敗退、敗因を「名前」と言われてしまった。現在新しい名前を募集中。#116ではラジオドラマでセント・うますぎ魔法学院にZクラスの担任として赴任したが、ラジオドラマのラストで学院がメールたんとツィネカーベルに破壊されたためクビになってしまい、歌魂でバイトとして雇われることになった（が、マスターがはぐらかされた）。#159回にて、正月に掘り炬燵の中で凍死したことが鉄也さんの口から語られた。
なお、杉田が『源氏物語千年紀 Genji』で声を担当している頭の中将の演技は、スアラエ・ティンカーが元になっていることを#109冒頭の一言で発言している。
クリットマン
#52の2008年の新年1回目の講義に登場。杉田博士の代わりにモイモイの性根を叩き直しにやってきた男。妙に爽やか。この回のゲスト、緑川光が演じた『電光超人グリッドマン』がモデルである。得意技は「クリットまつ毛抜き」「クリット根回し」。「目がクリッとしているから」ついたあだ名らしい。本名アツシ。モイモイに偽者扱いされ、緑川君に「偽者なら倒さなければならない」と燃やされた。#69ではテレビの中からオリンギの前に飛び出て来て、対決した。再登場してからは黒い発言をするようになり、オリンギに「裏がありそう」と言われた。オリンギにも偽者扱いされている。#74でウリンギと対決したが、ウリンギからは本名を呼ばれて動揺していた。#81でザルソバに破れ、歌魂で更生した。ウリンギ曰く、職安に行って以来行方不明だったらしい。年齢は40代らしい。#81のスパロボトーナメントの冒頭で、小学生ロボット達に暴行を受けたが、彼らが補導で済んだために現在の性格が形成されたことが明らかになった。モリソバに敗北した後はスーツを東映に返却し（『電光超人グリッドマン』は円谷プロダクション製作）、親孝行をしながら社会に適応するために頑張ると宣言した。
倍武沙近（ばいぶさきん）
#55に登場。口調は恥部姉に似ているが、気持ちが暗くなると男口調になる。また妙にエコーを掛けたがる。演じる杉田曰く「下ネタが一番酷いキャラ」
ドクター智和
#63に登場。アリゾナセンターに来ていたリエリエを登場していなかった半年間講義をしていた人物。リエリエをスパロボトーナメントに送り出した後、何故か首に巻かれていた時限爆弾が爆発した。

##### 相沢が演じたキャラクター
モイモイ
杉田博士に無料で講義を受けている新人ロボット。通称「モリソバ」（1度だけリエリエから「モリモリ」と呼ばれる）。リエリエの弟で一人称は「僕」。ヤキソバの発言から年齢は20代、「アズキ」という猫（声を演じたのは杉田）を飼っている。番組初期は「男の子」であることを強調することが多かったが、演じる相沢が慌てて素に戻った際は女性的な発言も多く時々「泣いてなんかない」と言うこともある（ザルソバ、ヘキソバも同様の発言をしている）。勉強が全般的に苦手で難しい漢字が読めないだけでなく、#11で性格が「強」「弱」と変わる「振り幅スイッチ」が設定された時は「ニュートラル」の意味が分からなかったり、スパロボトーナメントの表彰式で受け取った表彰状には「算数をガンバろう」と書かれたりしている。好みのタイプは西野つかさ、#123ではコト姉がたまらないとのこと。また#166の公開録音では「同じロボットとしてKOS-MOSを尊敬してます」と発言している。必殺技の「朝昇龍拳」は禁断の技らしく、使うと故障してしまう。だが技発動に関わらず事ある毎に故障しており、コーナー初期は頻繁にメンテナンスを行っていた（その際は別の新人ロボットが登場）。双子の妹であるザルソバよりもCPUの性能が悪い。#82でスーパーモードを披露、スーパーモードになると背中に現れる謎のスイッチをリエリエが押したがっており、実際に押すとスーパーマーケットのモードになると#112で判明した。#93ではスタンドを会得している。
「帰ってきた熱血ロボットアカデミー」では鉄也さんに甲児くんと呼ばれており、当初は戸惑いつつスルーや吼児くんの真似で対応していた。後に物真似を真剣に練習したものの、鉄也さんからは「何の悪ふざけだ？」と返されている（甲児くんの真似も披露している）。番組を聴いて間もないリスナーから名前がモイモイでもモリソバでなく甲児くんと認識されてしまったことがある。また、鉄也さんを中心にアカデミーの講師に対しては、時として理不尽なまでに反抗的な態度を取ることも多い。
「マスター・アズサのスパロボ虎の穴Z」や「帰ってきた熱血ロボットアカデミー」の確認問題では、モリソバを演じる相沢がスパロボ参戦作品の一部をリアルタイムで視聴しており、早い段階で講義作品の予習を行っていたことから比較的正解率が高く、時には講師が知らない知識を披露することもある。しかし作品を見ていれば普通に把握出来ることを知らなかったり、確認問題には正解しつつも作品に関する知識が全く見当違いであることもある。エリンギが「お願い！イッてください」を始めてからは「ボクもやりたい」と言い出して「モイモイだってイッちゃう」というコーナーを始めたが、共演者達曰く相沢は顔を真っ赤にしながらリスナーからの台詞を読んでいる。本人は自分の読んだ台詞を「色気がない」と称し、エリンギの台詞に対して「格差を感じる」と語っている。また台詞の途中で心が折れて可愛く言うのを諦めてしまい、周囲に罵倒されることもあった。
『スーパーロボット大戦OG外伝』の「シャッフルバトラー」にプレイヤーのお任せネームとして名前が登場している他、稀にブルックリン・ラックフィールドが「究極!ゲシュペンストキック」で名前を叫ぶ。また、『ジ・インスペクター』第7話において女の子型マスコットという形で出演した。
ザルソバ
#31で初登場でリエリエとモイモイ（とは双子）の妹。綾波レイのような喋り方で、全3体存在するらしい。遠藤のお気に入りキャラでリスナー人気も高く、初登場以降も杉田に振られて登場するようになった。杉田博士に「ザルバ」と呼ばれるとその都度「ザルソバです」と訂正し、再登場後は罵倒するようになった。なお罵倒台詞は杉田が事前に指示をしているために、急遽振られると上手く罵倒が出来ない。「歌魂」やモイモイの回想シーンにも登場しており、#58では合体攻撃のコーナーでモイモイに呼び出されて初共演した。#68にて「モイモイの双子の妹」という設定は置鮎店長によってかけられた偽りの記憶であり、実はゲリソバと対の存在であるという事実が明かされ、そのことに触れられるとセキュリティがかかるようになっていた。ゲリソバとの対決の勝利後、同回の歌魂で再びゲリソバと一つに戻った（その時だけ、相沢と杉田が同時に喋っている）。「スパロボトーナメント」ではマイペースなキャラとばかり対決しておりキレることが多く、#107にて対決したリエリエは自分をちゃん付けするために苦手な存在であった。また同回の歌魂でナレーションの者にお持ち帰りされ「ティッシュを食べる」と発言したため、遠藤と斉藤が下ネタに走った。八神庵の必殺技を使ったこともある。
カケソバ
#33に登場したモイモイのはとこ。子供っぽい性格で脈絡もなく「問題なぁい」と言う。#62のスパロボトーナメントに登場した際は「前に出てきた時は置鮎店長がいたからキャラが出来てなかった」という理由でアイドルを自認（曰く「みんなの妹」）、倍武沙近らを自分のファンと勘違いしたりした。握手はするがサインはしないとのこと。
ギャルソバ
#38に登場したモイモイの幼馴染。1990年代のコギャル風の喋り方で、杉田博士を「オッサン」と呼ぶ。特技はパラパラ。#58で遠藤正明が「スパロボ参戦出場トーナメント」に出る新人ロボットの中でギャルソバを推している。
チャソバ
#40に登場したモイモイの姉。セレブ風の喋り方で、モイモイを小間使いと呼ぶ。モイモイからは「チャソバさん」、杉田博士からは「チャバネ」と呼ばれている。自称スリーサイズはB100W100H100（遠藤から小声で「ドラム缶かよ」とつっこまれている）。なお、彼女の登場の際、「ソバが付けば何でもいいと思ってないか?」と杉田博士がマンネリを示唆する発言をした。合体攻撃のコーナーでいきなり規制音が出る発言を行った。スパロボトーナメントでは#71で参戦し、斉藤演じるなめ子と置鮎店長をめぐって死闘を繰り広げた。#93ではモイモイのスタンド「ザ・ワールド」として登場した。#123ではチーママとキャラが似ているという理由でタケオにナンパされて再登場した。寺田プロデューサーのお気に入りのキャラで、演じる相沢は「チーママとの区別が付かない」「腹黒いのがチャソバでそうじゃないのがチーママ」と発言している。
ヘキソバ
#44に登場した置鮎パーツショップの学級委員長（これについて「どんなポジションだ？」とのツッコミが入った）。委員長というポジションのためか口調が丁寧で、杉田博士に「ナレーションみたいな喋り方」と評された。オプションとして病弱設定を持つ。スパロボトーナメントでは「スパロボ参戦よりも学級委員長でいたいから」という理由で参加を辞退した。
ヤキソバ
#46に登場したモイモイの幼馴染で「悪い奴にはヤキ入れるぜ!」が決め台詞。モイモイとは帝釈天の産湯からの仲で下町気質風の口調で喋る。杉田博士に対して妙につっかかり、博士からは「小さいな」「気合が空回りしている」と評された。#53、#61では歌魂で登場。スアラエ・ティンカーとの対決で負けたことからかキャラが変わったが、マスターの歌を聴いて元に戻った。#73ではモイモイに気合を入れるべく応援に駆け付けたが、スアラエの卑屈な態度を一喝した。#122でオリンギと共に歌魂で再登場した。構成作家のお気に入りのキャラ。
ソーキソバ
#48に登場した置鮎パーツショップ沖縄店から来たロボット。東北訛りの沖縄訛りのような喋り方をする。金属疲労をおこしたモイモイの代理で本店にやってきたが、東京見学もするつもりだった。「ちゅら？」としか鳴かない（だが周囲と意思疎通は可能な）“ラフテーちゃん”という精霊を連れている（演じるのは相沢）。#84でかつて住んでいた村が何者かに滅ぼされて、その謎を追うためにスパロボ参戦を目指している事が明らかになった。後に村を滅ぼしたのはラフテーちゃんだったことが判明、そして元ネタ通りにラフテーちゃんと刺し違える悲劇的な結末を迎えた…と思いきや、同回の歌魂で無事生還した。
タンタンメン
#56に登場。中国の置鮎飯店からやってきた。どこかの中華飯店の看板娘のようなエセ中国語で話す。頭に小龍包がくっついており、水を被ると猫になるらしい。遠藤が好きなキャラの1人に挙げられている。実はマーダーライセンスを持っているらしいが、スパロボトーナメントではエリンギとの敗者復活戦で敗北。始末されかけたところを杉田智和が演じる暗殺者に助けられ逃亡した。

##### 斉藤が演じたキャラクター
リエリエ
杉田博士に有料講義を受けている（だがほとんど未払い）新人ロボットで通称「エリンギ」。モイモイの姉で杉田博士とは釣り仲間。#12では「80歳」と「4歳」に変わる「振り幅スイッチ」が設定された。時々性格が豹変するが、その時のことはほとんど覚えていないらしい。「ライセンス収集」を理由にコーナー初期は講義を休みがちで、#55ではヤサぐれたモイモイが「早く帰ってきてよぉ〜!!」と叫び久々にその存在が語られた。なお、公開録音（#67）でモイモイと初競演している。当初はドS設定だったが、#89にてモイモイがお仕置き中と言われた際に「（自分もやって欲しいという意味で）楽しそう」、#96の歌魂で「Mだよ」と発言している。#105にてモイモイに引き続きスーパーモードを会得、発動すると胸がGカップになる。
「ドクター智和の必中ロボットアカデミー」で再登場し、杉田博士のライバルであるドクター智和の元、半年間修行を行っていたことが判明した。彼からスパロボトーナメントの出場権を貰いトーナメントに参加したものの2回戦で敗退、その後リスナーの要望に応え敗者復活戦でタンタンメンと対決し無事に3回戦に進出。最終的にトーナメントを優勝した。
モイモイのことを「モリソバ」ではなく「モイモイ」と呼ぶ数少ないキャラクターだが（「モリモリ」と呼んだ時は本人に嫌がられた）、当の本人からは「エリンギお姉ちゃん」と呼ばれている。なお#110にて過去の名前が判明（名前の元ネタはカティ・マネキン）、その名で呼ばれると途端に不機嫌になる。#312にて、斎藤の卒業に伴い、新たな目標を目指すために周囲の記憶から自分のことを消去して旅立っていった（が、元々消去されなかった杉田博士とバックアップを取っていたモイモイは覚えている）。
「帰ってきた熱血ロボットアカデミー」で鉄也さんから大介くんと呼ばれているが、元ネタと違って一人称は「俺」でありマウスプロモーションの大輔さんの可能性もあるとのこと。また「グレンダイザーはどうした？」と聞かれて「渋谷のパーキングに停めた」と答えたり、#166ゲストの寺島拓篤から「只のデブキャラ」と称されていた（斉藤は本物の大介くんが参戦した『スパロボMXP』を既にクリア済み）。野島のお兄ちゃんは本人と共演歴があり、講義を受ける機会が多い。しかし講義中に会話が噛み合わず場の空気が微妙になると「君と話してるとホント楽しい」等とやたら褒めちぎられ、「絡みにくい」「どうしたらいいの？」と困惑している。また同コーナー冒頭で、スパロボシリーズに参加した声優の誕生日を本人抜きで勝手に祝う「エリンギの毎日が誕生日」（番組で言うエアー誕生会）や、リスナーから募集した台詞をエコー付きで読み上げる「エリンギ（リエリエ）のお願い！イッてください」という不定期の単独ミニコーナーを担当している。
「スパロボ虎の穴Z」や「熱血ロボットアカデミー」の確認問題では中々正解が出せずにいる。「ロボットアカデミー」の確認問題がポイント制罰ゲーム付きになった際は、早々と「（モリソバに）二人で罰ゲームを受けよう」「正解する自信がないから（減点の少ない）HARDを」「3択問題は運任せで当てずっぽう」「（モリソバが正解すると）次間違えても大丈夫」更に罰ゲーム間近になると「さっさとやろう。来週でコーナー終わりだね」「長く引っ張るのも良くないから、そろそろやった方がいいんじゃない？」などと後ろ向きな発言が多く、最優先するのは問題の正解よりあくまで「如何に自分の不正解で罰ゲーム決定しないようにするか」である。ただ本人はクイズの不正解が多いことやモリソバとの実力の差も自覚しており、講義の予習やメモを繰り返し#164で単独で初正解を出した（ただし野島のお兄ちゃんの出題は易しいものがほとんど）。またモリソバ不正解でポイント-9（難易度に関係なく不正解で罰ゲーム決定）になった際は「今迄（罰ゲーム決定の可能性を）モリソバに擦り付けてた罰だ」と反省の態度も見せ、#226のコーナー冒頭でモリソバに悪態を付いたものの、見事正解した。かつて「虎の穴Z」で“私が正解したら師匠（東方アズサ）に合体攻撃をやって貰う”と事前に約束、見事実現させた。「スパロボ！修練の塔」開始直前（および相沢の欠席回）には再び東方アズサの元で修業をしている。
合体攻撃にはモリソバ以上に積極的でなく、「やる気を出せ！」という声に「やるきまんまんマンだよぉ」と返していた。後に「合体攻撃の後はいつもヘコむ」と語っている。「歌魂」のマスターに、「（新人ロボ二人では）君の方が緊張感が無い」と指摘された際はそのことを素直に認めて謝罪、「素で謝るな！」と返された。
モイモイ同様、『OG外伝』の「シャッフルバトラー」にプレイヤーのお任せネームとして名前が登場しており、稀にブルックリン・ラックフィールドが「究極!ゲシュペンストキック」で名前を叫ぶ他、『ジ・インスペクター』第7話でマスコットという形でデザインが初公開された。
オリンギ
#36に登場したエリンギの弟（未成年）。『電脳コイル』に登場するダイチ（斉藤が声を担当）のような喋り方をする（自己紹介の時に「ダイチ…」と言っている）。エロ本に興味があり、杉田博士を「変態博士」と呼ぶ。#69にてクリットマンと対決、第122回ではヤキソバと共に登場した。

##### ゲストが演じたキャラクター
置鮎店長
モイモイ、ザルソバ、カケソバ、チャソバ、ヘキソバが働いているパーツショップの店長。「アユアユ店長」と呼ばれることも多い。#33では置鮎店長がカケソバの様子を見にロボットアカデミーに登場している。また、#33、34の歌魂では酔っ払いとして登場、後に#42でザルソバが飲み代のツケを払いに行った。#53ではロボットアカデミーに登場後、歌魂にて再び酔っ払いして登場した。口癖は「ホントニー？」。
緑川君
第52回、2008年の新年1回目の講義に登場。超エリートの助手候補。言動がやたらとカッコイイ上にモリソバ以上に知識も豊富。クリットマンのネタに合わせて「サンダーグリッド緑川」と名乗っている。必殺技を撃つことができる。その回の講義の内容である『新機動戦記ガンダムW』を絶賛する。またトレーズ役の置鮎龍太郎について一言「エロい」と称し、「エロモン（エロいフェロモンのこと）がオーラバトラーのように出ている」と語った。
ゲストの緑川光が演じているが、二人の関係については「最終回まで秘密」との事。講義終了後、その場から一瞬で走り去っていった。
稲田っち
第126回の講義に登場。置鮎パーツショップの新入り。杉田博士からは「稲村ジェーン」と呼ばれ、定着してしまった。リエリエの好みのタイプの殿方。

### 相沢舞のもりそば中盛り温卵付き（旧タイトル：相沢舞のもりそば中盛り卵付き）
- 相沢によるソロコーナー。相沢（モイモイ）が様々な場所（といっているがほぼランティス本社）に赴き修行を行う。視聴者からの修行募集も行う。修行を成功させるとうますぎポイントをもらえ、10ポイント溜まると「なんだかとってもいいこと」が起こるとのこと。
- コーナーが終わる際はスタジオの杉田が「続く!」と叫ぶ。
- 第97回 - 第99回では相沢を不安に思ったのか斉藤（リエリエ）も赴き参加している。第97回は相沢にも知らされていなかったサプライズ参加だった。
- 旧タイトル時に斉藤が「温泉卵付きがいい」と主張したため、現在のタイトルに変更された。
- 第99回ではチーママの舞がインタビューをするというお題のため、チーママの舞が登場した。
- 第99回で11.1ポイント溜まったため、第100回で相沢がスタジオ復帰する事が発表された。これは同回のゲストの寺田P曰く「半分やらせ」であり、それ以前の回では相沢が「10ポイント溜まったらスタジオに帰れるの?」と訊ねたところ、否定されている。
- 相沢のスタジオ復帰が決まったが、コーナーの終了については相沢、斉藤、杉田らはそれぞれ曖昧なコメントをしている。第206回の放送で「帰ってきた熱血ロボットアカデミー」における確認問題の罰ゲーム案として、リスナーから「もりそば中盛り卵付き」の復活を希望された。
- 第281回にて、当コーナーは相沢の長期欠席で「リスナーに存在を忘れられないか？」と危惧した杉田が提案したミニコーナー案が採用されて開始した事が明かされている。

#### 相沢舞のもりそば中盛り温卵付きの登場人物
ザ・ワールド
モイモイが修行により会得したスタンド…なのだが、実際に登場したのはチャソバだった。
杉田からは「もうちょっと名前捻ようよ」と駄目だしされた。
マスター・オブ・アジア
#94で呼ばれたスタンド…だがその正体はタンタンメン。最初は「マスター・アジア」と呼んでいたが、以後は「マスター・オブ・アジア」と呼ばれている。
タンタンメンは久々の登場だったためか最初キャラを忘れていた。さらに第95回では既に「前回は何を呼んだっけ?」とモイモイに言われてしまった。
呼び出す際に、モイモイは「ジャンジャンバリバリ撃てぃ!」と発言している。
ブラックソウル
#96で呼ばれたスタンド…だが正体はザルソバ。まるでどこかのしゅごキャラ!のキャラチェンジのように心の卵が具現化した。
今回も相沢がキャラを忘れていたため、マイクが違うことに心配するなど、かなりキャラが変わっていた。
チーママの舞
#99のお題で登場。本来は#81の歌魂で初登場したスナック腓返りのチーママ。マイ・フランソワーズ・オスカルノ・ボナ・タケオに一目惚れされているが、相手にしていない。#99「中盛り温卵付き」ではスタッフへのインタビューという形で登場したが、途中から相沢の素が混じっていた。#116ではマスターとのデュエットということで歌魂に登場。
今まで相沢が演じたキャラとは全く異なる演技となったため（しかし本人は「チャソバとの違いが分からない」と話している）、パーソナリティやリスナーからの人気が高く、再登場を希望されたほど。ただ、彼女が初登場した回では休みだった遠藤からは「面倒くさい」と言われた。
#167「帰ってきた熱血ロボットアカデミー」でモリソバが「マクロスシリーズの歌姫」というテーマで講義を行った際は、各々の歌姫に関して一句読み上げたり、好きな台詞を叫んだ。

### マスター・アズサのスパロボ虎の穴Z
- 「スパロボトーナメント」を一時中断（トーナメントのための修行と説明されている）する形でスタートした新コーナー。「熱血ロボットアカデミー」の流れを引き継ぐ形となっており、「スーパーロボット大戦Z」の参戦作品を紹介している。
- 講義後、内容を理解出来ているか確かめるため、その作品に関するクイズを出題、二人とも正解しないと罰ゲームとして何らかの道具を使って修行を行う（「熱血ロボットアカデミー」の合体攻撃のコーナーに近い）。#89ではリエリエが「もし正解出来たら師匠に修行を行ってもらう」と提案し、正解したため、マスター・アズサが罰ゲームを行った。以後の回でも、マスター・アズサが罰ゲームを行うことが何度かあった。
- 修行時のBGMは「TIME DIVER」。
- #91、92では2人とも休みだったためコーナーなし。東方アズサは第91回のみ歌魂に登場。
- #95からは「もりそば中盛卵付き」と交代する形で一時中断されている。
- #102、103で久々に復活したがモリソバと2人で行った。
- #104で久々に3人揃っての放送になった。
- #105で修行が完了となり、トーナメントが再開されることが発表された。
- だが、#108にて決勝1週間前にまだやっていない講義が1つあったため急遽『スパロボ虎の穴ZEX（エクストラ）』として復活した。
- #272から再び「マスターアズサの第二次スパロボ虎の穴Z」にタイトルが変わり、3年ぶりに復活した。ただし、修行を受けるのはリエリエのみ（相沢が番組を休んでいるためにモリソバは修行受けられず、今後も受けるかは不明）。#281 - 283は「修練の塔に行く前の、あくまで土のカリや火のカリ等は全然知らない」頃のエピソードと明言されている。
- リエリエが再びマスター・アズサを訪れた理由は「修練の塔に行く前にレベルアップしてモイモイとの差を少しでも縮めておきたい」だったが、彼から「差なんかない。どっちもバカ」と断言されている。
- 「マスター・アズサの第二次スパロボ虎の穴Z」のことを、マスターアズサは「もっとバカにならないために講義をするマスター・アズサ」、略して「モバマス」と呼んでいた。
- #281は博士が、#282では掘らんとが登場している。掘らんとは「懐かしのキャラ再生コーナー」と語っている。

#### マスター・アズサのスパロボ虎の穴Zの登場人物
東方アズサ
杉田博士がモイモイとリエリエの更なる実力アップのために紹介した人物。杉田博士の師匠だったらしい。自分のことは「師匠」と呼ばせている。東方Projectのキャラクターでは八意永琳が好きで、アズサの名前の由来はアイドルマスターのアイドル候補生、三浦あずさ。有名なアイマスプレイヤーなので「マスター・アズサ」と呼ばれているらしい。東方不敗マスター・アジアのように喋る。年齢に関しては、五老峰に住んでいる老師と同じで365年が365日となると発言している。#105でPSPのあるゲームソフト3本をプレイするため、修行を行う余裕がなくなったことから、修行が完了ということになった。
#272でエリンギの特訓に付き合う形で3年ぶりに復活。再会時は当然の如く『THE IDOLM@STER』をプレイしていた。また、ふつおたに届いたリスナーのイラストを見て「ワシの髪型はあずさと同じ」と語り、特殊な性癖を語る掘らんとに大きな共感を示しながら「尊大な態度の割に能力値の低い輿水幸子を腹パンしたい」等と呟いている。
杉ボンズ
#273における『機動戦士ガンダム00』の講義で登場した謎の人物。例の如く初登場時に名前を名乗っておらず、登場した際に誰からもツッコミが入らなかったために杉ボンズは仮称である（杉ボンズは『杉田智和のアニゲラ!ディドゥーーン』における名称である）。さらにエリンギは当初、野島のお兄ちゃんと勘違いしており、すぐに別人である事には気付いたものの彼から刹那と呼ばれて否定もせず、そのまま受け流そうとした。

### 参戦! スパロボトーナメント
- 「熱血ロボットアカデミー」に代わり始まった新コーナー。毎回様々なスパロボ関連作品にヒントにしたゲームを杉田と相沢の2人（毎回2人はスパロボアカデミーのキャラに扮する）行う（第65回以降からは杉田、相沢、斉藤の3人の内2人が対決する）。
- 杉田がロボットアカデミーで演じたキャラが少ないため、第62回にて「スパロボトーナメントに出場する杉田のキャラクター」を募集することになった。杉田曰く「名前さえ送ってくれればキャラは自分で考える」が、「アニメなどで実際に演じたキャラを連想させる名前は禁止」とのこと。また、相沢の演じるキャラが少なくなってきたので、相沢のキャラクターも募集することを発表したが、第2回戦に入ったため、これがどうなっているか不明。

#### 参戦! スパロボトーナメントの登場人物
「熱血ロボットアカデミー」から引き続き登場する人物は#「熱血ロボットアカデミー」の登場人物を参照。
デスヒサロ
何かと渋谷を持ち出すヤンキー口調の男。演じているのは杉田。ビールをがぶ飲みしていたが実は未成年。敗北後は更生して看護師を目指すらしい。
ナニサーラシテ・ケツカンネン
杉田が“スパロボシリーズに「機動戦士ガンダム MS IGLOO」を参戦させたい”という願いを込めて登場させたキャラだったが、トーナメント初戦で敗れてしまい出オチキャラと化した。
タリィ・デスナー
何事にもやる気がなく「たりぃ」と言っている男。しかし、後にある事情を背負って戦っていることが後付された。準決勝でモイモイに敗北。モイモイのスーパーモード時のスイッチの秘密を知っていたらしいが、「説明するのもたりぃ」ので語らなかった。マスター曰く「思ったよりいいヤツ」。
杉田はこのキャラを捨てキャラとして適当に作ったのだが思いの外勝ち残ってしまい、度々そのことを突っ込んでいる。初期設定では置鮎店長と共同で新米ロボット達を作ったが、その手柄を全て置鮎店長に持っていかれたため、「たりぃ」とやさぐれたということにするつもりだったらしい。杉田曰く「キャラを作らなくていいから強い」。
#159のロボットアカデミーでは、彼が軍法会議にかけられ処刑されたことが発覚した。その事実を伝えた鉄也さんから“彼の言葉を忘れるな”と言われたモリソバは「何を言われたか覚えてない」と呟いていた。
ゲリソバ
ザルソバの対になる存在。当初は置鮎店長を憎んでいたが、トーナメントに敗れた後はザルソバと融合した。
中村悠一
#70でソーキソバの対戦相手としてエントリーされていたが規定時間内に登録が済んでおらず、しかもメカでなかったために失格となってしまった。彼は無限に広がるフロンティアへと辿り着いており、その場所を“祭りの場所”と表現した上で「どんな相手だろうと鎖骨をへし折る」と宣言している。
杉田が番組開始当初から最も話題に挙げる声優。共演歴のない遠藤や斉藤から、番組当初一般人と認識されていた（後に公開録音が行われたイベントのステージ裏で対面）。この番組で中村の存在を知ったリスナーも多く、「ゲストに呼んで欲しい」というメールに対して杉田は「中村は忙しいので来ない」「マクロスのラジオを聞け」と返しており、放送200回を越えてなおもゲストに来たことはなかった。だが第2次スーパーロボット大戦OGにも参戦するジョシュア・ラドクリフ役を中村が担当することから#231冒頭にて番組ゲストの可能性が示唆され、杉田は「大義名分は出来た」と言いつつ中村との仲の良さを囃し立てた遠藤ら3人に対して「その回は出演しない。（顔が赤いと指摘されて）怒りに震えて真っ赤だよ！」と返した。その後、中村は＃246にて放送されたキャラホビ2011での公開録音にゲストとして初登場した。
なお、相沢は中村の話題に対して「聞き飽きた」と発言したことがあり、その言葉に衝撃を受けた杉田は暫くの間、番組内で彼の話題を出さなかった。
ヤシャサル
基本的にはウホウホ言っているゴリラ。自称2歳くらいで人語も普通に話せる。 スパロボトーナメント終了後は姿を見せてなかったが、162回の歌ジオに登場した。
ナメコ
置鮎店長に憧れる喫茶店の従業員。置鮎店長を「アユアユにぃ」と呼ぶ。演じたのは斉藤。
ウリンギ
オリンギの姉。トーナメント第二回戦からシード選手として登場、オリンギの仇討ちということでクリットマンと対決したが敗北した。クリットマンとは旧知の仲。
シャイクロプス隊（ハーデニー・シタイナー　ガブリエル・マジレス・ガブリエル・マルシア　ミエハル・ダミンスキー）
#107の歌魂で少しだけ再登場し、#159のロボットアカデミーでテロにより全員死亡したことが唐突に語られた。その後、#188にて戦死したふりをして新聞屋に就職していたことが判明した。ミハエルことミーシャは自作のポカリスエットをよく飲んでいる。
サバーク・ノートラ
なぜか人話を話せる猫。元ネタと違って、こちらは「ケバブにはヘッドバット」と主張する。#159のロボットアカデミーで薬殺されたことが唐突に語られた。
マイ・フランソワーズ・オスカルノ・ボナ・タケオ
男装の麗人…ではなく本人曰く男（演じているのは斉藤）。チーママの舞に一目ぼれするが振られてしまった。その後、似たような感じのチャソバをオガンダムし、見事ドライブに誘うことに成功した。斉藤は「演じるのが恥ずかしかった」と発言している。
エリザベス斉藤
実行委員長代行。「斉藤さんでしょう?」と言われると「エリザベスです」と否定する。歌魂の隣のスナック腓返りのママも同じ名前なのだが、歌魂のコーナーでは関連を否定している。
ナレーションの者
#82のスパロボトーナメントの司会。歌魂のバイトも兼ねており、#85の歌魂で再登場した。彼が歌魂で歌うのはいわゆる「猥歌」である。
#107の歌魂ではザルソバの隣の席に座り、ザルソバを持ち帰りした。
ミスター・リビドー
#109でスパロボトーナメント決勝戦終了後に突如現れた、仮面を付ける以外は半裸状態の謎の人物。大会司令部より独自行動の免許を与えられており、盟友が作ったという「マスカキ」という名の漁船でスパロボ参戦を目論む。名前は#110で判明、正体は実は生きていた杉田博士らしく即座に新人ロボ達に突っ込まれた。#109の最後で杉田は「黒田洋介さん、ごめんなさい」と謝罪、#112では「同業者からの反響が大きかった」と発言している。ミスター・ブシドー役の声優はこの事実を知らないらしい。
なお、杉田は他ラジオやイベントにおいても「ミスター・リビドー」として登場したことがある。

### 熱血ロボットアカデミーVSスパロボ学園
『スパロボ学園』の主人公人2人とロボットアカデミーレギュラーメンバーによるコーナー。スパロボ学園チームとモイモイ＆リエリエがスパロボバトルと称して毎回対決する。なお、このコーナーのみ宮坂俊蔵と三上枝織が登場する。敗者には毎回キツイ罰が執行される。

#### 熱血ロボットアカデミーVSスパロボ学園の登場人物
モイモイ
リエリエ
杉田博士
この3人に関しては熱血ロボットアカデミーの登場人物参照。
佐伯遼駕（声：宮坂俊蔵）
モイモイとリエリエの前に編入生とスパロボ学園にやってきた少年。学園に遅刻しそうになり前方不注意でぶつかったにも拘らず、ちゃんと謝ろうとしなかった二人に対してスパロボバトルを挑んだことをきっかけに、その後も何度もバトルを挑むことになる（逆に杉田博士には、バスケットボールをぶつけて彼のかた焼きそばを台無しにしたためにバトルを挑まれている）。単純明快な熱血漢でかつ喧嘩っ早い性格故に、リエリエは彼を遼ちんと呼び「からかうと面白い」と言っている。新人ロボ二人が学園を去る際にはツンデレな態度も見せていた。
瀬戸咲弥（声：三上枝織）
スパロボ学園に通う遼駕の幼馴染で、何かと熱くなり易い彼をなだめることが多い。モリソバをエリンギ以外で“モイモイ”君と呼び、またエリンギを本人以外で“リエリエ”さんと呼ぶ唯一のキャラである。新人ロボ二人が学園を去る際は別れを惜しみ、それを見た二人は彼女に萌えていた。
なお、第136回のふつおたで「咲弥は料理が超巧いかド下手くそか？」という話題になり、相沢は即座に「この顔はド下手くその顔だ」「黒い卵焼き（杉田曰く可哀想な卵）を持って“ハイ、あ〜ん”と言いそう」、杉田は「何でも出来て美人なお姉さんにコンプレックスを抱いている」などの妄想を繰り広げた。それを受けてか、第138回で遼駕に手作り弁当を渡そうとしたものの、彼は購買のパンを食べようとしており（パンはロボットアカデミーの面々が買い占めていた）彼女の弁当は食べていないため、結局料理の腕前は不明である。
この2人の詳しい情報に関してはスパロボ学園の登場人物を参照。

### 遠藤正明の歌魂
- 「歌魂」は「うただま」と読む。居酒屋「歌魂」でマスターに扮した遠藤が、「熱血ロボットアカデミー」で講義を受けて愚痴りに来たモイモイもしくはリエリエ（ロボットアカデミーが休止になった時は杉田博士）にショートバージョンの生歌を披露（歌手のゲストが来た時は一緒に歌ったり、ゲストが代わりに歌ったりする）。リスナーからのリクエストも受け付けている。
- 一時期「熱血ロボットアカデミー」で参戦作品を紹介した場合は「歌魂」でその作品のオープニングテーマを歌っていることが多かった。
- リクエストに応じて、スパロボに未参戦の作品の曲を歌うこともある。また、遠藤のカバーアルバム『ENSON』が近づいてきた数週はその中の楽曲を流していた。そのため未参戦以前にロボットアニメの曲でない曲も出てきている。コーナーの終盤では多くの楽曲を歌ったため、遠藤は「もう女性が歌う歌しか残されていない」と発言したことがある。
- #33、34はゲストの置鮎がモイモイの知り合いの酔っ払い（置鮎店長）として登場した。特に#34ではゲストの寺田プロデューサーも酔っ払いとして登場、杉田もそれに混ざり大騒ぎになっていた。更に遠藤の誕生日という事でモイモイが祝の歌を歌った（遠藤もその後に歌っている）。
- 「熱血ロボットアカデミー」にモイモイやリエリエが登場しなかった回も、このコーナーでは基本的にモイモイやリエリエが登場している。ただし、#40ではモイモイが実家に帰ったという設定でチャソバが、#42ではザルソバが「（#33、34で登場した）置鮎店長のツケを払いに来た」という理由で、#53ではヤキソバが登場した。
- #50はそれを記念して遠藤、杉田、相沢、神様の4人で『SKILL』を熱唱した。
- #60以降はスパロボトーナメントでの敗者が登場するようになった。
- #85以降はモイモイとリエリエが登場している。
- 歌が始まる前の決め台詞は「この時この場所この歌を、お前の胸に刻んでちょうだい!」。相沢や杉田が歌う時は相沢らが決め台詞を言っている（多少内容が違っている）。
- #60からは既に歌った曲でも再度リクエストすることが可能になり、遠藤によるカバーアルバム『ENSON2』に収録したい曲の募集を一時期行っていた。その後、ふつおたのコーナー内で収録曲を発表した。
- #81は遠藤が休みのためタイトルを「エリザベス斉藤の歌魂」として隣のスナック腓返りのママ「エリザベス斉藤」とチーママ「舞」の2人がヘルプとして登場。2人でデュエットを行った。なお、斎藤が歌ったのはこの回が最初。なお、チーママ「舞」は他のパーソナリティやリスナーからも人気だったため、#83の歌魂でも登場した。
- #82も遠藤が休みのためこの回はアルバイトということでナレーションの者（杉田）が店長代理として登場したが、歌はエリンギ（斉藤）が歌った。タイトルは「ティエリア・アーデが可愛いって言ったら本人が凄い睨むような目で見てきた。もっと睨んで下さい歌魂」であった。
- #91はスパロボ虎の穴Zのコーナーがなかったため暇だった東方アズサが登場。この回は遠藤の代わりにゲストの美郷（遠藤曰くウチの店の歌姫）がアニメ版OGのEDを歌った。
- #93、94はまたまた遠藤が休みだったが、相沢の新コーナーが始まったため放送なし。
- #97、98では最近出番のないマスター・アズサと神様が登場。
- #99ではタリィ・デスナーが登場し、スパロボトーナメントが3ヶ月間中断されていることを愚痴った。
- #100では#50と同じく出演者全員で「Rocks」を熱唱した。
- #101では遠藤不在のためタイトルを「チーママ舞の歌魂」に変更した上でチーママ「舞」とナレーションの者が再登場。遠藤に変わり舞の店の新人「ダニーちゃん」としてきただにが登場し代わりに歌った。また、この回より「ENSON2」収録曲も公開を開始した。
- #102はスパロボ虎の穴Zがあったためコーナーが中止、#103もチーママ舞の歌魂として行われ「ENSON2」収録曲が流れた。
- #127は前2回ツアーのために休んだ遠藤を労わるため、チーママ舞とエリザベス斉藤によるデュエットを披露した。なおその時、キノコと呼ばれた人物が曲の始まりと終わりにナレーションで参加した。
- #159において番組のテーマソングを作るためにコーナーが終了することが発表された。新人ロボ二人は「熱血ロボットアカデミー」の愚痴を話せなくなることを危惧したが、マスター曰く「（コーナーが終わっても）愚痴は聞く」とのこと。また、#160では「しばらくお休み」と言われている。
- #263のラジオドラマ内で、歌魂が一時的に復活になった。
- コーナー前のジングルは「熱風! 疾風! サイバスター」、「BORN TO FIGHT」。

### 遠藤正明の歌ジオ
- #160から始まった本ラジオのテーマソングを製作するためのコーナー。リスナーや出演者の強い要望もあり、#161以降コーナーの締めとしてマスターの歌も披露されている。ただし、前コーナーと違って遠藤自身が関与しないロボットアニメソングは一切歌われていない。
- なお、杉田は歌ジオは「歌にジ・O」と語っており、その為か#161に木星帰りという1回限りの出落ちキャラが登場した。それ以降は主に忍者戦士飛ばしかけや黄疸・出ミルがコーナーに参加している。
- #200までは「リスナーからのアイディア紹介」から「マスターの生歌」という流れで楽曲完成の目処が立たなかった。#200及び『スーパーロボット大戦OG -ジ・インスペクター-』放送開始直前に届いた「アニメの主題歌（JAM Projectの『MAXON』）がテーマソングになってコーナーが終わるのでは？」というメールに対し、遠藤は「この番組が今までに（#50、100、150のような記念回で）特別な事を何かしましたか？」と答えた。
- #200で遠藤が自宅で作成した「うますぎWAVEテーマ（仮）」が初披露された。遠藤曰く「サビ以外はデタラメ英語」であるものの、サビの歌詞には精神コマンドや番組タイトルが取り入れられている。#203以降は斉藤、相沢、ゲスト、構成作家[注 5]及びリスナーが考えた未完成部分の歌詞などを遠藤が歌っている。
- #208にて、ゲストの高橋美佳子は即興でAダッシュメロの歌詞を作成した。内容は2010年の目標を達成出来なかったうますぎメンバーの、微妙な関係性を改善しようというものだった。
- #228は「モリソバ・エリンギの歌ジオ」であったが、内容は遠藤が中心となるために通常通り彼が仕切りを担当した。また遠藤のソロ活動でのバンドメンバーによるアレンジバージョンが初公開された（ボーカルは仮歌のまま）。
- #230にて本コーナー終了と、次回からの新コーナー開始（予定）が宣言された。遠藤は「さまざまな事情でコーナー（の存続）を引っ張り、延ばしていた」、他の3人は「曲を作るのは遠藤さんなんで、自分達は何もしていない」と話している。遠藤は曲が完成したら番組で紹介することを約束、JAM Projectの「BIG BANG EXPLOSION〜Song for Ragnarok Party〜」を熱唱して1年以上続いたコーナーを締めた。
- コーナー終了後も、ふつおたでテーマソング完成の進捗についての問い合わせが度々寄せられている。しかし遠藤から明確な回答はなく、楽曲完成の目処は立っていない。さらに#260の「2011うますぎ重大ニュース」第3位に“テーマソング未完成”が取り上げられた（2010年の同コーナーでは“テーマソング作成開始”が4位以下で取り上げられている）。#282では、開始間もない別のランティスのラジオにゲスト出演した遠藤がその番組でPV付き公式テーマソングを製作したことを知り、ランティスの重役に問い質したもののはぐらかされたと語っている。
- #300のエンディングにて、ゲストの寺田プロデューサーより「2013年初頭にテーマソングのCDが発売予定」と発表した。

### 帰ってきた熱血ロボットアカデミー
- #112から復活した熱血ロボットアカデミー。内容は以前と同様で、合体攻撃のコーナーも復活した。スパロボ虎の穴時代にあったクイズも#114から再開している。#123のEDで杉田が「新人ロボ達がアカデミーの合体攻撃をやろうとしない」と釘を指す発言を二人も認めた事から、罰ゲーム改定案が幾つか提案された。その結果「緊張感が足りない二人に初心を思い出させる」として、#127以降はコーナー開始時と同様一人ずつの講義となった。しかし特別に二人で講義を受ける場合もある（#191はゲストの美郷あきも参加）。
- #141から講義に対する理解度の確認問題をポイント制に変更した。問題はEASYとHARDから任意選択が可能。EASYは簡単な問題で正解すると+1、不正解で-2。HARDは講義で説明していない難問（主に作品と無関係の声優ネタ。極稀に作品に関連する難問）で正解で+2、不正解で-1。ポイントは新人ロボ各々の合計として加算、+10で杉田博士が罰ゲーム（候補は中村悠一と番組パーソナリティー交代、猥歌メドレー等）、-10で新人ロボ二人が罰ゲーム（候補は宮坂俊蔵、三上枝織とパーソナリティー交代、うますぎ海外公録の際に2人だけ日本で留守番など）となる。
- 確認問題開始当初、EASYは新人ロボ達が講義を覚えられず、HARDは難問のためにポイントが激減した。後にリスナーの提案でHARDが3択に変更、難易度が激減しEASYはほとんど選ばれなくなった（モリソバは「HARDしか選ばない」と宣言したが、後に撤回）。その影響で正解も徐々に出始めたがトータルポイントは中々増えず、エリンギそれを「私のせい」、モリソバは「そんなことない！」と庇い合ったが、遠藤正明は「どっちも悪い」と一刀両断している。#185では置鮎店長の協力で#141以来初のポイント0となったが、それから2回目の罰ゲームが決定した#243までポイントがプラスになったことは皆無だった。#246にてエリンギの正解で、コーナー開始2年間で初のポイント+1となった。
- 新人ロボ達は講師が鉄也さんと野島のお兄ちゃんになった当初、コーナー冒頭で「杉田博士の講義を〜」と言い続けていた。#175で初めてモリソバが「鉄也さんに講義を受けている」と言ったが、同回番組HPの紹介文（ランティス担当者が番組を聴いた上で作成）に杉田博士と書かれていた。#230は久しぶりにこのモノローグで始まったが、登場したのは掘らんとだった。
- #166の公開録音では後述のシローと共に新人ロボ二人で鉄也さんの講義を受けた。「HARDしか選ばず、いつも正解出来ない」とのことから3択問題のみでポイントの増減は無く、正解した二人はご褒美で熱血ロボットアカデミーで博士相手に講義が出来る券（見事講義出来たらガンプラ贈呈）を入手。鉄也さんは罰ゲームの“苦丁茶”を美味しく飲んだ。
- #167,168は公開録音のご褒美で新人ロボによる特別講義（二人は「これは罰ゲーム」と称した）を行った。モリソバが「マクロスシリーズの歌姫」のテーマで鉄也さん、エリンギは「スパロボに登場する渋いおじ様」のテーマで野島のお兄ちゃんに講義し、各々SDガンダム BB戦士「ガンダムエクシアリペアII」とSDガンダム Gジェネレーションゼロシリーズの「マスターガンダム」（エリンギは講義で東方不敗マスター・アジアを紹介）と「シャイニングガンダム（シャイニングフィンガーモード）」を入手した。後に斉藤は「結構楽しかった気がする」、相沢は「（杉田相手に）講義するのが怖かった」、杉田は「講義か、抗議か分からなかった」と振り返った。
- #210はEASY不正解で即罰ゲームであったため、コーナー冒頭では元々正解率が低い上に暫く番組を休んだエリンギと、その間は全問不正解のモリソバが互いの責任をなすりつけ合った。柿原徹也のモノマネを強要された二人は急遽HARDを3択への変更を要望、遠藤に呆れられながらも正解して罰ゲームを免れた。鉄也さんは憮然とした表情で「（ドSと称される）宮坂俊蔵君と一緒にキツイ罰ゲームを考える」と呟いた。『スーパーロボット大戦L』関連問題は「「中村悠一作のケンプファーのガンプラの色は？（正解：あずき色）」。
- #227にてモリソバのEASY不正解で1回目の罰ゲームが決定、内容はリスナーから要望で「モリソバとエリンギが二人で番組をまわす」となった。発表の際に二人は悲鳴を上げ、モリソバが「今回3週撮りなのに」、エリンギが「台本どうするの？（放送）事故が起きる」と抵抗した。普段から番組を仕切る遠藤の一言は「これ本当に罰ゲームなの？」。同回の『装甲騎兵ボトムズ』関連問題は「キリコ・キュービー役の郷田ほづみが音響監督を担当したジャンプ作品は？（正解：『ぬらりひょんの孫』）」。
- #228は「モリソバ・エリンギの熱血ロボットアカデミー」として#167,168以来の二人による講義となった。罰ゲーム用の台本がなく、モリソバはエリンギに代わり冒頭のエコー付き台詞を担当した杉田をスルー、誰に講義するのか理解せずに番組を進行した。更にIPhoneで講義内容の『戦闘メカ ザブングル』の検索を試みたが失敗、エリンギは講義する立場ながら内容について周囲に逐一聞き返した。確認問題ではポイント0に戻り、エリンギが講義中に疑問に思った「何故、物語途中で主人公機がウォーカー・ギャリアに代わったのか？」を出題した。杉田がEASY3択を選択、誰も正解を知らない状態となったが#229にて杉田の解答（「ザブングルが壊れたから」）を正解（ポイント-1）とした。
- #228以降、復習の名目で第2次Z 破界篇に参戦した作品等の再講義を行っている。放送年月、キャラクター、あらすじ、ロボットのスペック紹介等の説明は同じだが、以前は話題に出ていない事柄について取上げることがある。
- #231にて#229の出題が間違っていたことが判明した。減点を無効とした上で、杉田はモリソバが呟いた罰ゲームのスライディング土下座を実際にスタジオ内で披露した。当のモリソバは「本当に土下座させちゃってどうしよう。口で（模写を）やると思ったのに」と終始戸惑っていた。
- #249にてモリソバの不正解で2度目の罰ゲームが決定、番組考案の全力モノマネジュークボックス（遠藤、杉田が1分間で名前を挙げた人物のモノマネをする）が即執行された。遠藤はエリンギに堀江美都子、影山ヒロノブや福山芳樹を、博士はモリソバに豊臣秀吉、事務所の先輩の桑島法子や後輩の斉藤佑圭、最後は二人に江頭江頭2:50のモノマネを強要した。モリソバはこの罰ゲーム執行後「（自分達でなく）番組自体が大ヤケド」と呟いている。最初の罰ゲーム（後述のえりもりWAVE）は確認問題ポイント制開始から約1年半を要したが、今回の罰ゲームはその約3ヶ月後に行われた。杉田は最初の罰ゲームに時間を要した理由を「ガチだから」と語っている。当初罰ゲームは2回行うと発表されたが、2回目については#250以降も話題に出ていない。
- #245はキャラホビ2011の公開録音での様子が放送された。久しぶりの登場となった杉田博士、たるんだモリソバとエリンギの様子をチェックしに来た置鮎店長、そして1日体験入学で渡辺さん（渡辺明乃）と中村ブシドーが『第2次スーパーロボット大戦OG』の講義に参加した。
  - さらにスーパーバイザーの神様こと寺田貴信、シークレットゲストで桑島法子（クリアーナ・リムスカヤ）が合流した。相沢と斉藤は桑島の登場を一切知らず、さらに桑島が演じた『マクロスF』の松浦ナナセが劇中で着用した娘々ウェイトレスのコスプレをしていたために平謝りした。特に相沢は、桑島登場後に初公開された『第2次OG』の映像が全く頭に入らずゲストへの振りもさらに雑になるなど、コーナー進行に大きく影響を及ぼしていた。
  - 杉田は桑島ゲストについては事前に伝えられていたが、登場のタイミングや位置が完全に伏せられていた。後にその事実を明かした他、別ラジオで「杉田さんだけを殺す企画」と突っ込まれ、同番組ゲストの中村に「そこまでやるなら最初から教えてくれない方が良かった」と発言している。
- #269にて、モリソバの不正解で3回目の罰ゲームが決定した。なお講義は相沢が子供の頃から好きだと語り、関連のクイズでも多くの正解を出してきた『マクロス7』。そのため、台本上でEASYを選べずHARDのみと指定されており、出題したホイサップも構成の長濱にヒントを出さないよう何度も釘を刺した。問題は「金龍役の高橋広樹が兼ね役で演じた敵キャラは？（正解：『バルゴ』）」。なお、3回の罰ゲームは全てモリソバの不正解によって決定している。
  - ＃270で発表された罰ゲームは長濱考案の「グラビアポーズでハイチーズ」。これは長濱の用意したアイテム（レモンやメガネ、エリンギやソバ、カツラや鞭等）を用い、収録スタジオ内でグラビアで見られるセクシーなポーズを取りながら写真撮影するというもの（写真はスパロボ公式ブログで公開[1] ）。モリソバは遠藤から終始「それはセクシーポーズじゃない」と何度も言われ続けた。
  - 杉田と宮坂俊蔵が以前から考案していた罰ゲームは「深夜に一人で心霊スポットに行く」、もしくは「所属事務所の先輩にいきなりタメ口を利く（例：相沢が突然「「運昇ちゃんさぁ」と話しかける）」。後者は斉藤に所属事務所の先輩がいないため、断念された。
- #271にて、重大な話があると呼び出された新人ロボ達の前に現れた神から、二人のレベルアップを図るために「タワーオブプラクティス（修練の棟）」に行くよう告げられた。その間ロボットアカデミーは暫し休校となる。エリンギは神に耳打ちで謎のお願いをしており、モリソバはそれを「裏切るフラグ」と見ている。

#### 帰ってきた熱血ロボットアカデミーの登場人物
鉄也さん
アカデミーが復活後から本格的に参加した講師の一人で、主にモリソバの担当。「俺は○○のプロだぜ（○○は主に戦闘で、他には講義など）」」が口癖で、杉田博士からは「プロ」と呼ばれている。基本的に講義中はモリソバを甲児くん、エリンギを大介くんと呼び、彼らに物真似を強要する（新人ロボ達の名前を聞き「誰だ?コイツら」と言ったことも）。また講義最中や終了間際に「こちら鉄也だ。（単3電池稼動の）グレートブースターを射出してくれ！…装着失敗！」と叫ぶ。彼は初登場から暫く間、自身の名前をこの台詞でしか名乗らず杉田博士との関係も不明（講師担当以前はあくまで博士のモノマネだったが、以後は別人のように演出）であり、新人ロボ達は#166の公開録音まで講義中に彼の名前を呼んだことが一度もなかった。加えてモリソバは「俺の問題は答え難いか？俺が憎いか？」という問い掛けに「うん」と即答、彼自身もそのことを自覚する発言をしている。
「戦闘のプロ」を自称し常にクールな雰囲気を漂わせ「色恋に興味ない」と言いつつも、ティエリア・アーデの人形の下半身を美少女キャラクターのものと挿げ替えた話をしてモリソバに「変態」呼ばわりされ、また「奈々っていい響きだ」と呟き「『ハートキャッチプリキュア!』が見たい」等と言い出すこともあった。
杉田はとあるゲームの収録時にスタジオで本人とすれ違った際、驚くと共にいたたまれない気持ちになり「心の中で200回ほど“ごめんなさい”を言った」と語っている。
野島のお兄ちゃん
アカデミー復活以前から番組内で話題に上げられていたが、復活後は主にエリンギの講師担当で「お兄ちゃん」または「兄（あに）」と呼ばれている。当初は独特の口調で弟の健児の車の運転が如何に激しいかを語り、講義終了後に迎えの車で帰る際は必ず悲鳴を上げていた。また一般人である三男のモノマネが得意で、彼と面識の無い杉田智和に大ウケしているとのこと。
鉄也さんと比べると物腰が柔らかく言葉遣いも丁寧で、確認問題では難易度に関らず比較的簡単な出題をする。さらにエリンギの我侭（#165で急遽、モリソバと講義を受けると提案など）にも嫌な顔せず快諾した。エリンギはそんな彼を「女子の味方」と称し、本人はそのような態度の理由を“お兄ちゃんだから”と語っている。モリソバも鉄也さんとは大きく違い彼への敬意を評しているが、エリンギが休みで彼がモリソバの講義を担当した際は終始やる気のない態度をとった。また#164でエリンギからの“ポイント0でお兄ちゃんが罰ゲーム”と提案した際は了承しつつ、ほんの僅かだが過去にない態度（エリンギ曰く“悪いお兄ちゃん”）を覗かせた（この罰ゲームは実行されず、杉田も「やらない」と宣言）。#201では「兄もイっちゃう」という、リスナーが送ってきたセリフを読み上げるのコーナーを行った。
遠藤が番組で勝手にネタにしていることを危惧したが、杉田曰く“（本人に聞いたら）大丈夫だよぉ”と言われたらしい。また「珍しいIPhoneのアプリをダウンロードして合コンで盛り上がる」などとネタにしていたら、本人は本当にIPhoneを所持していたとのこと。
しこりん
番組の構成作家が共通している『RADIO 4Gamer』から引っ張ってきた出オチキャラ。「いつもはグラサンのハゲとばかり喋ってるから、華やかな番組に来ると熱り立つ」と語っている。
掘らんと
#222での『交響詩篇エウレカセブン ポケットが虹でいっぱい』の講義にやってきたキャラ。何故かエリンギを“（珍しい名前だから）ちんのすけ”、モリソバを“シロ” と呼ぶ。#225の歌ジオや#226以降の講義にも登場している。本人曰く「AIR AGENCYから苦情は来てない」とのこと。
また#222の「マスター・アズサの第2次スパロボ虎の穴Z」にも登場、似たような口調のイソッチに対してポジションの危機を感じていることや、3次元キャラに対する歪んだ性癖を明らかにした。
あきゅら
#237という中途半端な回で初登場したキャラ。普段は超ローテンションかつゆっくり話すのが特徴。だがいきなり早口になったり、モリソバの態度や喋り方などに対し急にキレることがある。同回の『うまなみ艦長遠藤正明』にも、下ネタが過ぎるジョージさんの代わりに登場した。あくまで元ネタの人とは別人であると強調しているが、食事に誘われた時は「ご飯を食べるから」を理由に断っている。
杉田くん
杉田がキャラを演じるのに疲れた時のみ登場、杉田博士との関連性は不明。#224の確認問題では「キャラを作らないから問題は甘くない」と語った。#228ではモリソバとエリンギの講義を受ける側として登場。#242ではジャミルじゃないニートとして登場したが、講義で取扱ったのが自身の好きな『機動新世紀ガンダムX』だったために途中で杉田くんに戻った。
ホイサップ・すすき
#267に登場したキャラで口癖は「ホイサップ」。名前はすすき・エイサップでも良いとの事だが、本名はすすきたつひさ。モリソバは、中の人とプライベートで一切関わりが無いとの事。同回の『うまなみ艦長〜』にも登場した。
カリ様
#271に登場した謎の存在。番組でいう神様こと寺田貴信とはあくまで別の存在である。3連続罰ゲームを果たした不甲斐ないモリソバとエリンギに、古い知り合いのいる「タワーオブプラクティス（修練の塔）」で切磋琢磨する様告げた。なお、モリソバはカリ様の登場時に一言「ありがとう」と呟いている。

#### ゲストが演じたキャラクター
シロー
#166の公開録音において、鉄也さんの助手として講義に参加した甲児くん（＝モリソバ）の弟（演じるのは寺島拓篤）。『無限のフロンティアEXCEED スーパーロボット大戦OGサーガ』のOPアニメをXEBECが手がけた事から“「機動戦艦ナデシコ」で好きなキャラは？”と聞かれ、間髪入れずに“ルリルリだ”と即答。それを聞いたモリソバは「（相沢自身の）弟と同じ」と返し、エリンギは「私も」と同意している。講義終了間際には「ハートキャッチプリキュア!」を見たいがために、鉄也さんのグレートブースターを奪い去った。なおエリンギはこの講義の影響か、寺島＝貧乳好きという印象を持つようになった。

### スパロボ修練の塔
- #275からスタートした新コーナー。「帰ってきた熱血ロボットアカデミー」で3回連続罰ゲームという散々な結果に終わったモリソバとエリンギが、塔の番人達による無期限の修行を受けるというもの。修行は1階からスタートして成功する度に上のフロアへ上がり、最上階まで辿り着けば修行は終了となる。ただし修行に失敗すると1階からやり直しになってしまう。

- 修行では各階の番人からスパロボに関する様々な講義を受ける。講義の後は「帰ってきた〜」のような確認問題はなく、 修行（物ボケ）を行う。その様子はスパロボ公式ブログに掲載される場合もある。[2]

- 従来の講義と違い、作品だけでなくスパロボに登場するユニットを大々的に取扱うケースがある。なお講義と合体攻撃の合間において、各階の番人は新人ロボに講義で取扱った作品の思い入れや質問を受け付けるが、二人から積極的なリアクションはほぼ皆無である。

- 相沢が急遽収録を休んだ#281 - 283ではこのコーナーは中止となり、エリンギが塔に来る前の「マスター・アズサの第2次スパロボ虎の穴Z」での修行の様子が放送された（#293 - 294の相沢の欠席の際はモリソバがメンテナンス中という理由でエリンギ一人が本コーナーに挑戦している）。

#### スパロボ修練の塔の登場人物
カリ様
スパロボ修練の塔の化身。新人ロボ二人からは杉田博士の姿に見えているが、それはあくまで塔の見せる仮の姿。アフレコ収録現場における仮のCG映像と同じであるとの事。修練の塔をゾットの塔に例え、モリソバをセシル、エリンギを囚われのローザと呼ぶ。見た目に反して萌えアニメが大好きで媚びられることに弱く、セシルことモリソバの中の人に対し様々な萌えアニメへの出演を希望している。また相沢や桑島法子の出演する『シャイニング・ハーツ 〜幸せのパン〜』に大きな期待を寄せていた。
土、水、風、火を関した四天王を部下に従えている。
土のカリ
「しゅるるるるぅ〜」が口癖の、粘着質な喋り方が特徴的な四天王の一人。彼のいるフロアは屋内であるにも拘らず“修練の山”という山が存在し、その周囲には山に登り切れなかった者達の亡骸が放置されている。彼は新人ロボ二人がロボット（不死身の存在）であることを把握しておらず、そのことを知った時は「何…だと」と驚愕していた。また四天王の中で一番影が薄く、キャラを「山に登る」「ゾンビっぽくて弱い」位しか理解していなかった。さらに、コーナー未登場だった水のカリの決め台詞「地獄で待ってるぜ」を口にしてしまった。
火のカリ
カリ様の従える四天王の一人で、自ら最強と自負する。構成作家の長濱が持ち出した（という設定で）二人の大切なもの（エリンギは魔王の飲みかけ、モリソバは『絶対無敵ライジンオー』の卒業アルバム）に手をかけようとする反面、長濱の非礼を詫びたり回復アイテムを渡すといった優しさも垣間見せている。また修行に失敗してばかりの新人ロボ達のために、わざわざ下の階に降りてくることも。
かつてダンクーガと戦った記憶を所持している。
風のカリ、水のカリ
火のカリのいるフロアよりも上の階にいる四天王達。新人ロボが火のカリの修行をクリアしてさらに上の階に進んだため、出番が無い。
赤い人
火のカリの修行に成功し飛び級したにも拘らず、ゲッター1フロアでの修行の失敗で1階に降ろされた新人ロボット達が出会った人物。過去に『銀なんとか 』に出演したことがある。エリンギは彼の名前を聞いて、咄嗟に緑色の方の名前を出した。
グレーゾーン
コンバトラーフロアに到着した新人ロボ達の前に、突如現れた謎の人物。このコーナーで初登場時に自ら名前を名乗らなかったキャラの一人。ジョージさんを凌駕するほどの際どい下ネタを、バトルマシンやコンバトラーの武器や必殺技に絡めて言い放つ。本命の遠藤やナガハーマンこと番組の構成作家長濱のような現実の男性の他、キリコ、ヒイロ、刹那のような無口なキャラや果てはブタゴリラといった2次元キャラに対しても強い興味と好意を全面にアピールする。その反面、女性に対しては罵詈雑言の嵐で、エリンギを“女”呼ばわりする。修行をクリアした新人ロボに「次に会う時は『六神合体ゴッドマーズ』をマーグ寄りで説明する」と宣言しつつ、「2度と来ないで！」と切り捨てた。
何の脈絡もなく「ママ〜」と泣き叫ぶことがある。

### 第2次熱血ロボットアカデミー
- #315からスタートした新コーナー。モリソバが自らも語る通り、内容は「帰ってきた熱血ロボットアカデミー」とほとんど変わらない。講義前にモリソバが杉田博士を呼んでも博士が登場することはほとんど皆無で、講義の後の確認問題はほとんど講義内容とは関係ない声優ネタが多い。難易度をEASY,HARDから選択可能で前者は正解で＋1不正解で−ポイント、HARDは正解で＋3ポイント不正解で−1ポイント。＋ポイントがある程度たまるとご褒美、−ポイントがたまると宮坂俊蔵考案の罰ゲームが執行される。唯一違うのはご褒美が＋10から＋5ポイント、罰ゲームは−5ポイントと大幅にポイント数が変わっていることのみである。

- モリソバはコーナ開始から一度も正解することなく#319 で罰ゲームを受けている。内容はフェイ-イェンHDの低クオリティコスプレ。さらに宮坂のアイディアで初音ミクの無茶ぶり物まねも披露した。罰ゲームの様子はスパロボ公式ブログ、相沢、遠藤の個人ブログに掲載予定としていたが、現在ではスパロボ公式ブログ[3]と遠藤の公式ブログにて確認できる[4]。

- +5ポイントのご褒美については#320で三上枝織考案となることが発表されたが、#323の講義冒頭でモリソバが「スタッフ全員が“ご褒美なんて一生ない”と思ってたので、誰も内容を考えていなかった」と零している。#334で+5ポイントになり内容は“モリソバの好きな作品を講義する権利”に決定、＃335で『絶対無敵ライジンオー』を題材にロボットアカデミー2度目の講義を自身の私物を持ち込んだ上で行ったが、受講したのは三上ではなくイッキッマンと6マンであった。

- 上述の通りそれまでの問題はHARD、EASYに関わらず「どんなに原作をチェックしても分からない、出演声優の関連する別作品」に関するものがほとんどだった。しかし徐々に“作品を視聴もしくは参戦するゲームをプレイしていれば必ず出てくる事柄”に関する問題も若干増えている。その件について杉田自身は頻繁に「こんなのHARD問題じゃない」と零している。

- モリソバはこれまでと同様に、EASY問題不正解の減点を恐れるあまりHARD問題しか選ばない。その理由故に杉田からは「難易度を選ぶ理由が屑過ぎる」「スーパー屑タイムスタート！」などと散々罵倒されているが、同じ行動をとっていたエリンギとは異なり正解への意気込みも多少持ち合わせている。加えて不正解が多いことへの同情心による構成作家の出す過剰なヒントの甲斐もあって、上述の通り＃337で初めて＋5ポイントとなった。この難易度選択をしないことやヒントを要求する行動は杉田だけでなく遠藤からも不評を買っており、リスナーからも「HARDしか選ばないならEASYはいらないのでは？」「ヒントありでHARDを正解したら＋1ポイントにすべき」という意見も寄せられているが、モリソバは「やなこった！」と頑に拒否し続けていた（後に強制的にEASYで問題を受けさせられるようになった）。なお杉田は、かつて構成作家の作成した問題を「簡単すぎる」を理由に没にしたことがある。

#### 第2次熱血ロボットアカデミーの登場人物

##### 杉田が演じたキャラクター
脳筋
前蜜
#328に登場した自称“セクシー男性グラビアアイドル”
本人曰く“唯一の弱点は（杉田自身が）元ネタの壇蜜をあまり知らないこと”。モリソバは前蜜のキャラを“懐かしい！”と話しており番組内では“グレーゾンに似てる”と話題になった。
中年
出落ちキャラが多い講師陣の中では珍しく、複数の講義を担当している。
バウワー
梶田くん
リスナーが提案したアカデミーの講師キャラの一人で、#334にて初登場。
オリジナル準拠で“○○っすわ〜”が口癖であり、また男の子設定のモリソバも“全然イケる”“むしろ抱きたい”“マギの主人公みたいに女の子みたいな体してる”と気に入っている。容姿に反して年齢がかなり若く、幼少期はミニ四駆をわざと体の一部に当てて遊んでいたとのこと。
ガン断びんびん丸
＃337の講義で突然現れた講師。
名前の由来は、剣でガン（銃）の弾丸を斬る（断つ）ことを目標としていた彼の師匠が志半ばで倒れてしまったので、その夢を引き継ぐためのものである。びんびん丸は『教師びんびん物語』がそうであるように、決して性的な意味でないとのこと。喋り方は基本的に侍調であるが脈絡なく崩れることがあり、本人は“やり過ぎると中年とキャラが被る”と語っている。
講義中に突然、自身がゲイであることをカミングアウトしており、前蜜同様“ポジティブなゲイを舐めるな”アピールするとともにモリソバを狙っていると宣言。モリソバは“男の子設定を覚えていてくれて嬉しい”と喜ぶのと同時に貞操の危機を感じているが、びんびん丸自身は“モリソバ殿のびんびん丸を拙者にブチ込んで欲しい”と逆の願望を抱いている。ガチムチな遠藤に興味はなく、可愛いタイプが好み。しかし番組構成作家のような、ゆるムチキャラは好きであるとのこと。
しゃこ

##### ゲストが演じたキャラクター
イッキマン
相沢の事務所の後輩である一木千洋が演じた新人ロボで、名前の元ネタは知らないとのこと。なお一木自身はOGのみならずスパロボシリーズに一切関与していない初のゲストである。元々は杉田の“（相沢の）お薦めの後輩は？”という質問に対して挙げられた人物であり、出演者が希望していたゲスト出演が実現した形となった。一木はラジオ収録前日に出演の連絡を受けたが、以前から番組内で話題になっていたことは自身のTwitterを通じて把握していた。

### うまなみ艦長遠藤正明
- #234から開始した新コーナー。歌ジオの世界とは異なる平行世界にて、ワープ航行と補給機能を備えた宇宙戦艦うまなみのクルー4人が悩みを抱えたリスナーに対し、アドバイスを与えると共に精神コマンドと遠藤艦長の生歌で元気を補給する。なお前コーナーの歌ジオと同様、遠藤が関わっていないアニメソングは歌われていない。
- 恋愛に悩むリスナーからの「告白する勇気を」というメールが比較的多く、実際に恋が成就したという報告が届く場合がある。そのことについてメンバーが指摘するだけでなく、#260の「2011うますぎ重大ニュース」第5位にも選ばれている。杉田はこの傾向について「恋愛に疎いメンバー4人が、幸せを貪欲に掴みに行こうとするから」と分析している。

#### うまなみ艦長遠藤正明の登場人物
ジョージさん
宇宙戦艦うまなみのクルーの一人で操舵を担当する。丁寧な口調で酷い下ネタを言うのが特徴。その下ネタは艦長の遠藤から「バーカ、バーカ」と突っ込まれながらも、稀に男としての共感を得ることがある。しかしモリソバから「相手したくない」、エリンギからははっきりと「絡み難い」と言われている。#245の公開録音はゲストに大沢事務所の人がいたため、そして#246でも杉田自身が本人と話す機会が増えて申し訳なくなったために出番がなかった。
ジョージと後ろのジがアクセントである。
博士
宇宙戦艦うまなみに#238で突然現れた人物。物忘れが激しく設定をほとんど憶えていないために事ある毎に周囲に聞いており、本人は「間違えても“憶えてねぇんだよ”って言えばいいから、このキャラ設定は便利」と語っている。モリソバの先輩であり、本人曰く「青二プロは厳しい。2年目だからジュニアじゃなくてもいいよな？」「劇場版と言ったら俺だろ？」とのこと。「熱血ロボットアカデミー」や「うまなみ艦長〜」で主にモリソバに対してしきりにゴルフを勧めているが、その度に断られている。鉄也さんと同じく初登場時に自らの名前を名乗っておらず、「博士」を自ら自称したのも#241の「ロボットアカデミー」からである。初登場時は遠藤から「オマエ誰だ！」と言われ続けていた。なお本名を名乗らないのは「あくまで“博士”というキャラであり、実名を出すと問題があるから」と#259で祥ちゃんが解説している。また#281の「第2次スパロボ虎の穴Z」にも登場した。
好きな速水奨の演じた役は『装甲騎兵ボトムズ』のポタリア。なお本人は忘れかけていたが、『機動戦士ガンダム 逆襲のシャア』に副艦長役として登場したことがあるらしい。
祥ちゃん
#246に登場した、やたら巻き舌で話すキャラ。杉田曰く「ジョージさんの代わり」。鉄也さんや博士と同様に初登場時に自らの名前を名乗らず当初は「誰でもいい」と語っており、#276で“祥ちゃん”の呼び名が発覚した。最近自分のモノマネをする杉に対し怒りを露にしている。決め台詞は「夢の舞台へ駆け上がれ！」。口癖は「しょぅなのぉ〜？」であり、「そうなの？」と言った時はわざわざ言い直す。舐め切った態度をとるモリソバに対し、時折「ツブすよ？」と脅すことがある。
カッキー
#254にて柿ピーについて熱弁するエリンギと、どうでもよさそうなモリソバの前に突如現れたキャラ。カン高い声で、言葉の最初や最後に必ず「ハァッー！」と叫ぶ。#279の「スパロボ修練の塔」や#282の「第2次スパロボ虎の穴Z」にも僅かながら登場している。

### ラジオドラマシリーズ
- #115で予告され、#116にセント・うますぎ魔法学院を舞台にしたラジオドラマ「メールたんとツィネカーベル」放送された。魔法学院はドラマのラストでメールたんとツィネカーベルに破壊されている。
- ツィネカーベルが「シリーズ化しないの〜!?」と叫んだが、ラジオドラマ自体は#155「ロボたちのクリスマス」や#209「ロボたちのお正月」と年1回ペースで作り続けられている。
- #155以降のラジオドラマには新人ロボを始め、置鮎パーツショップの店員やスパロボトーナメントに出場した面々が出演している。相沢は担当キャラが多く、演じ分け出来ない事が多々ある。
- #264のラジオドラマは従来とは大きく異なるシリアスな内容で、脚本を杉田が担当した旨をラジオ本編及び相沢自身のブログやTwitterで明らかにしている。またシリーズ初のゲストキャラを緑川光や番組未出演の人物が担当。後者の出演については、別ラジオで放送前に杉田がカミングアウトしていた。
- #312のラジオドラマでは、斎藤の番組卒業に伴い、リエリエとモイモイの別離というシリアスな内容となった。

#### メールたんとツィネカーベルの登場人物
メールたん
セント・うますぎ魔法学院きっての精鋭クラス（とは名ばかりの問題児が集められたクラス）であるZクラスに所属する魔女っ子。好きな言葉は「ダーリン」。魔法のステッキ（スアラエ曰く、マッサージ機）で大人に変身出来るが、元に戻る時に何かを吐く。大人になってもつるぺたらしい。
ツィネカーベル
Zクラスに所属する妖精。妖精なのに巨乳で、胸が重すぎるために飛べないらしい。
スアラエ・ティンカー
Zクラスに配属された新任教師。

### スパロボOGラジオ えりもりWAVE
- #227の「帰ってきた熱血ロボットアカデミー」確認問題においてポイントが-10となったため、#228で罰ゲームの「モリソバとエリンギが二人で番組をまわす」が執行された。番組タイトルが「えりもりWAVE」に変更、最後までこちらでのタイトルコールとなった。タイトルクレジット自体は従来通りであったが、出演者の表記順は通常の「遠藤、杉田、相沢、斉藤（後者二人は週毎に表記順が入れ替わる）」から「斉藤、相沢、遠藤、杉田」に変更している。またオープニングクイズ、タイトルコール、タイトルコール後の一言、提供クレジットやジングルは遠藤と杉田、相沢と斉藤の担当が全て入れ替わっている。
- 遠藤と杉田は各々が斉藤と相沢のポジションを担当、唐突な下ネタや一部発言を除くと「笑ってばかりでリアクションを返さない」「質問に“わかんない”としか答えない」「何か言いかけて途中で止める」「振った話題を全く違う方向に変え、話の腰を折る」など、相沢と斉藤を髣髴させる行動を取った。相沢は二人に対して「（自分達の）キャラやポジションを全うしなくていい」、特に杉田に対しては「絡み辛い」さらに笑いながらも「仕事しろよ！」と怒鳴った。斉藤は「（番組を仕切るのは）大変なんだね。いつも色々ご迷惑お掛けしてます」と謝った。
- #228EDにて遠藤は「（相沢と斉藤の）追い詰められた感が面白い。また聞きたい」、杉田は「（罰ゲームは）パーソナリティ代打でよかったんじゃ？」と感想を述べた。#229にて相沢と斉藤は口を揃えて「一杯一杯であまり覚えてない」と語り、相沢は「りえポン（斉藤）が面白かった」、斉藤は「もうやりたくない」と振り返った。リスナーからも「（番組進行に）冷や冷やしながらも面白かった」「（二人が）忘れた頃にまたやって欲しい」などと好評だった。
- #244,225の番組3回目となる公開録音では、遠藤不在により相沢と斉藤が場を仕切ることになった。杉田は「えりもりWAVEの悪夢再び！」と語っており、二人の不慣れな番組進行やボケに対してゲストの中村悠一や渡辺明乃からも「どうなっているんだ、このラジオ！」「程よく（自分達の）相手をしてくれない」と度々突っ込まれていた。

### スパロボOGラジオ もりそばWAVE
- #518の「第3次熱血ロボットアカデミー」確認問題でご褒美ポイントが10ポイントになったため、ご褒美として相沢単独で番組を回すという、上記のえりもりWAVEとほとんど変わらないご褒美か罰ゲームかわからない企画。ゲストとして4年ぶりに斉藤が番組に登場した。
- 遠藤、杉田、寺田はブースの外におり、お助けカードを使うことで一人につき三分だけ登場させられるというルールであり、遠藤は自分の歌の途中で、時間切れとなり、ブースの外に出て行った。

### 第3次熱血ロボットアカデミー
- 内容は歴代の熱血ロボットアカデミーとかわりない。採点方式が変更されており、ご褒美ポイントとおしおきポイントが別で加算されるようになり、EASYで正解だとご褒美ポイントが+1、不正解だとおしおきポイントが+2、HARDで正解だとご褒美ポイントが+2、不正解だとおしおきポイントが+1となる。どちらかのポイントが10になった場合、次の放送でご褒美かおしおきとなり、ポイントどちらも0から再スタートとなる。
- 『スーパーロボット大戦X-Ω』配信後はX-Ω関連の問題が出るようになった。

### スパロボメモリーズ
- スーパーロボット大戦シリーズ30周年記念企画。歴代作品の裏話を発売順に一作品ずつ語っていくコーナー。

## ゲスト
2019年配信分(#626 - )
| 配信回 | 配信日  | ゲスト名   | 備考 |
| ------ | ------- | ---------- | ---- |
| #633   | 2月19日 | 草尾毅     |      |
| #634   | 2月26日 | 草尾毅     |      |
| #635   | 3月5日  | 庄司宇芽香 |      |
| #636   | 3月12日 | 庄司宇芽香 |      |
| #637   | 3月19日 | 上坂すみれ |      |
| #638   | 3月26日 | 上坂すみれ |      |